# Janine Burke
Pour les articles homonymes, voir Burke.
Janine Burke, née en 1952 à Melbourne, est une historienne de l'art, critique et romancière australienne. Elle joue un rôle important dans le développement d'une compréhension féministe de l'art visuel et littéraire en Australie.

## Biographie
Janine Burke naît en 1952 à Melbourne.
Elle étudie les beaux-arts à l'université de Melbourne et à l'université La Trobe.
Elle joue un rôle important dans le développement d'une compréhension féministe de l'art visuel et littéraire en Australie.